# Distretto di Biała Podlaska
Il distretto di Biała Podlaska (in polacco powiat bialski) è un distretto polacco appartenente al voivodato di Lublino.

## Geografia antropica

### Suddivisioni amministrative
Il distretto comprende 19 comuni.
- Comuni urbani: Międzyrzec Podlaski, Terespol
- Comuni rurali: Biała Podlaska, Drelów, Janów Podlaski, Kodeń, Konstantynów, Leśna Podlaska, Łomazy, Międzyrzec Podlaski, Piszczac, Rokitno, Rossosz, Sławatycze, Sosnówka, Terespol, Tuczna, Wisznice, Zalesie